# ناريات
الناريات أو فصيلة بيراليدي (الاسم العلمي: Pyralidae)، هي فصيلة من قشريات الأجنحة (Lepidoptera) في البيرالويدا (Pyraloidea) التي هي الفصيلة العليا لفصيلة دتريسيا (ditrysia). في العديد من التصنيفات (وخصوصًا القديمة) يتم تضمين فراشات الحشائش (كرامبيدا) في البيراليدا بصفتها فصيلة فرعية، مما يجعل المجموعة المندمجة واحدة من أكبر الفصائل في «قشريات الأجنحة». إن أحدث مراجعة أجراها مونرو وسوليس، في كريستنسن (1999)[استشهاد منقوص البيانات] تختفظ بكرامبيدا كفصيلة كاملة من البيرالويدا.

## العلاقة مع البشر
معظم هذه الفراشات غير واضحة وليست ذات أهمية خاصة للإنسان. ومع هذا فإن بعضها يعد أكثر وضوحًا. لعل أكثرها شهرة هي دودة الشمع والتي هي يرقة الدودة من فصيلة (جاليريا ميلونيلا) (Galleria mellonella) الأكبر وفراشات الشمع (أكوريا جريسيلا) (Achroia grisella) الأصغر (الفصيلة الفرعية جاليرينيا). تعد أصلا من آفات خلايا النحل، ولكنها تنشأ في الأماكن المغلقة بأعداد هائلة كغذاء للزواحف الصغيرة والطيور الأليفة والحيوانات المماثلة.
تعد الفراشات ذات الأنف الأخرى وثيقة الصلة بالدرجة الأولى بسبب اختيارهم غذاء اليرقات. تشمل الأمثلة:
- حفار الجذع عشب التمساح (Alligatorweed Stem Borer) (أركولا مالوي: (Arcola malloi) سايتينا (Phycitinae)) التحكم البيولوجي في عشب التمساح (ألترنانثيرا فيلوكسيرويدس) (Alternanthera philoxeroides)
- فراشة اللوز (كادرا كاوتيلا: سايتينا) وهي من آفات الحبوب المخزنة والفواكه الجافة وقد دخلت الآن تقريبًا لجميع أنحاء العالم.
- فراشة الكاكاو، فراشة التبغ، فراشة المخزن (إيفيستيا إيلوتيلا: فايسيتينا)، وهي آفة منتجات الخضر المجففة المخزنة وتعيش في أوروبا ودخلت لبعض المناطق الأخرى (مثل أستراليا)
- «فراشة الخروب» وهي آفة الفواكه المجففة
  - فراشة الفواكه المجففة (كادرا كاليديلا: سايتينا)
  - فراشة فاصوليا الجراد (إيكتوميلويس سيراتونيا: فايسيتينا)
- إيتيلا بيري (سايتينا)، وهي آفة البقوليات المخزنة وتوجد في الجنوب الشرقي من آسيا وأستراليا
- «فراشة الدقيق»، وهي آفة الحبوب والبهارات والدقيق ومنتجات الخضَر المماثلة، وقد دخلت الآن تقريبًا في كل العالم
  - فراشة إنديانميل (Indianmeal) (بلوديا انتربنكتيلا: فايسيتينا)
  - فراشة دقيق البحر المتوسط فراشة الدقيق الهندي (إيفيستيا كوينيلا: فايسيتينا)
- فراشة الشحم (أجلوسّا بينجويناليس: (Aglossa pinguinalis) بيرالينا (Pyralinae)، وهي آفة شحم الماشية والأطعمة الزيتية الأخرى
- حفار سيقان الذرة الأصغر (إيلااسموبالباس لنوسلاس: (Elasmopalpus lignosellus) فايسيتينا (Phycitinae)، وهي آفة سيقان الذرة (زي مايز) توجد في المناطق الاستوائية وشبه الاستوائية في أمريكا ودخلت جزر هاواي
- دودة شبك الماهوجني (ماكالا ثيرسيساليس: (Macalla thyrsisalis) إيباشينا (Epipaschiinae))، آفة نازع الورق لدى أشجار الماهوجني (سويتنيا) نيوتروبيكس (Neotropics)
- فراشة الدقيق الأسمر (بيراليز فاريناليز: (Pyralis farinalis) بيرالينا (Pyralinae))، وهي من آفات الحبوب المخزنة والفواكه الجافة وقد دخلت الآن تقريبًا لجميع أنحاء العالم.
- حفار فاكهة الكمثرى (بيمبيليا هيرنجي: (Pempelia heringii) فايسيتينا (Phycitinae))، وهي آفة التفاح والكمثرى وتوجد في شرق آسيا ودخلت جزر هاواي
- دودة شبك الصنوبر (بوكوكيرا روباستيلا: (Pococera robustella) إبيباشينا (Epipaschiinae))، وهي آفة نزاع ورق الصنوبر (الصنوبر)، وتوجد أمريكا الشمالية وشرق منطقة البحيرات العظمى
- فراشة الزبيب (كادرا فجوليلا : (Cadra figulilella) سايتينا (Phycitinae))، وهي من آفات الفواكه الجافة وقد دخلت الآن تقريبًا لجميع أنحاء العالم
- فراشة الأرز (كورسيرا سيفالونيكا: (Corcyra cephalonica) جاليرينا (Galleriinae))، وهي آفة الحبوب المخزنة والدقيق والحبوب الأخرى
- فراشة صبار أمريكا الجنوبية (كاكتوبلاستيس كاكتورم: (Cactoblastis cactorum) سايتينا (Phycitinae))، التحكم البيولوجي في التين الشوكي (صبارة)
- الدودة المخروطية للصنوبر الشمالي «فراشة القار» (ديوريكتريا أماتيلا: (Dioryctria amatella) فايسيتينا (Phycitinae))، وهي آفة مخروطية وأنبوبية خاصة بشجر الصنوبر (الصنوبر) وتعيش في جنوب أمريكا الشمالية
- فراشة الجوز المخزون (باراليبسا جولاريس: (Paralipsa gularis) جاليرينا (Galleriinae))، وهي آفة الجوز المخزون والثمار مفردة النوى، وتوجد في الجنوب الشرقي من آسيا ودخلت إلى غرب أوروبا
- فراشة عباد الشمس (هوموسومو نيبوليلا: فايسيتينا) وهي آفة بذور عباد الشمس، وتعيش في أوروبا والمناطق المحيطة بها

لاحظ أن حفار القمح الأوروبي (أوسترينيا نوبيلاليس (Ostrinia nubilalis)) وحفار مخزون القمح الجنوبي (دياتريا كامبيدويدس (Diatraea crambidoides))، والتي كانت تعتبر سابقًا من الفراشات ذات الأنف، تم تصنيفها ضمن الكرامبيدا (Crambidae)، والتي كما هو ملحوظ أعلاه ينظر إليها في العادة الآن كفصيلة مستقلة.

## التصنيف والتسمية

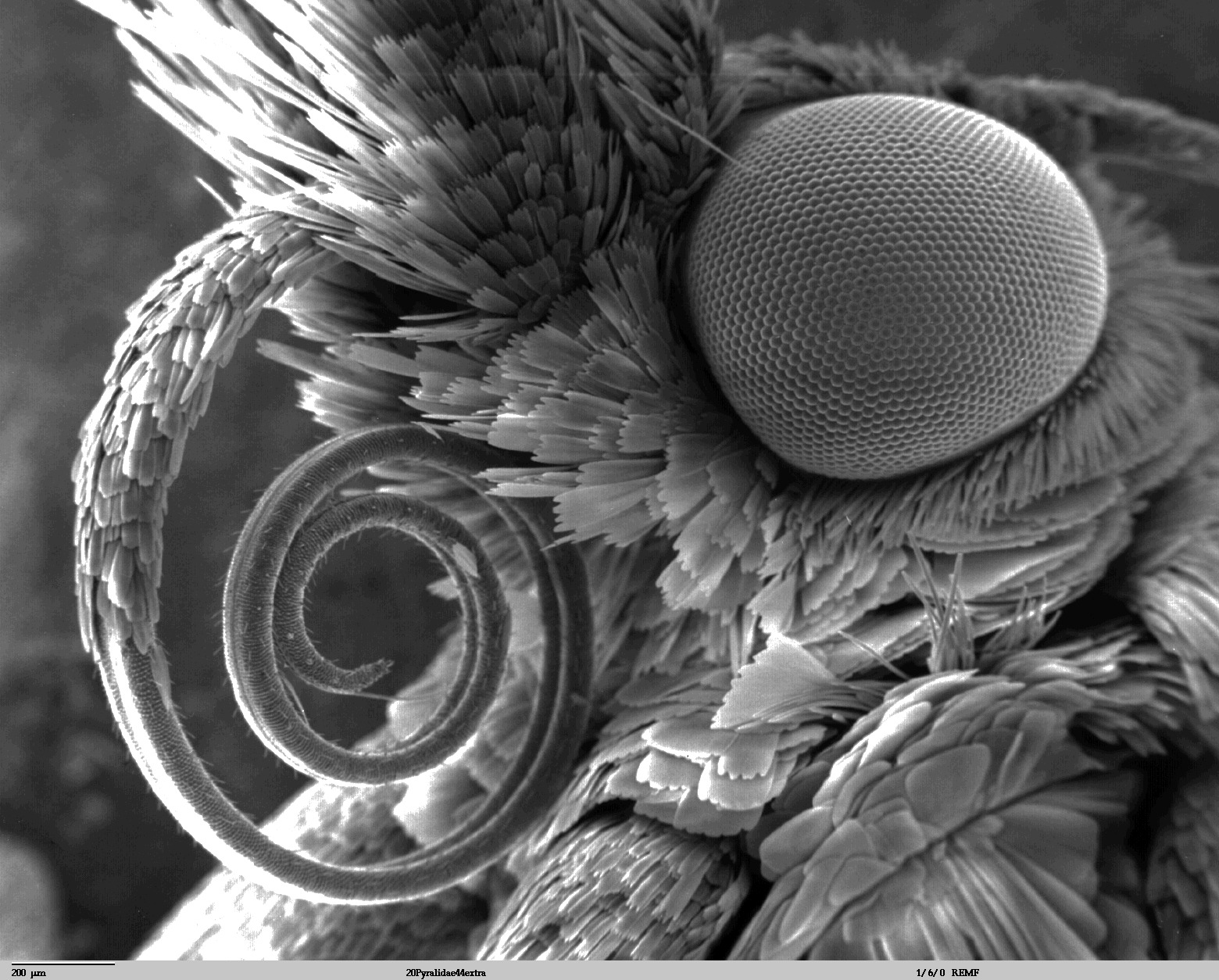
SEM صورة مصغرة لرأس الفراشة ذات الأنف. لاحظ أن الأنف يمتد إلى الجزء العلوي عند اليسار فوق الخرطوم

من الممكن تمييز خمس عائلات فرعية بشكل عام من البيراليدا في الوقت الحالي. عائلة الأسينتروبينا (Acentropinae) (= نيمفولينا (Nymphulinae))، لا تزال تصنف هنا بين وقت وآخر حيث تبدو منتمية بالفعل إلى عائلة الكرامبيدا (Crambidae).
يتم إدراج تحت عائلات الفراشات ذات الأنف في تسلسل النشوء والتطور المفترض من أكثرها بدائية إلى أكثرها ارتقاءً:
- عائلة كريزاوجينا (Chrysauginae) (بما في ذلك براديبوديكولينا (Bradypodicolinae) وسيمنيدا (Semniidae))، ما يقرب من 400 نوع في المنطقة المدارية الجديدة. عادة ما تتغذى اليرقات على النباتات، ولكن بعضها لديه عادات غذائية أكثر غرابة. وتشمل هذه الأخيرة على سبيل المثال بعض أنواع ميرميكوفيلوس (myrmecophilous) فضلاً عن عدد من فراشات الكسلان التي تعتمد على قردة الكسلان في دورة حياتها بالكامل. لدى معظم يرقات كريساوجينا حلقة تدعيم حول شعر الجزء الأخير من الصدر.
- جاليرينا (Galleriinae) (بما في ذلك ماكروثيسينا) حوالي 300 نوع حول العالم. لدى ذكور الجاليرين صفيحة منتصف البطن منقرضة كليـًا أو جزئيـًا، والشرانق لديها حافة متوسطة ظهرية بارزة على الصدر والبطن، ولدى معظم اليرقات حلقة تدعيم حول القطعة البطنية الأولى.
- بيرالينا (Pyralinae) (بما في ذلك إندوتريشينا (Endotrichinae) وهيبوتينا (Hypotiinae))، بخلاف ما في العالم القديم، توجد كمية أقل من الأنواع التي ترجع إلى 900 سنة ميلادية في أماكن أخرى. تتميز كل إناث البيرالينا باستثناء كارداميلا (Cardamyla) وإمبريوجلوسا (Embryoglossa) بوجود أجربة القنوات القصيرة جدًا والتي تضم أعضائهن التناسلية.
- عائلة إبيباشينا (Epipaschiinae) (بما في ذلك بوكوسرينا (Pococerinae))، أكثر من 550 نوعًا موصوفة في المناطق الاستوائية والمعتدلة (باستثناء أوروبا). اليرقات هي بكرات ورق أو طبقات ورق أو كائنات حفارة للأوراق. تعد بعض الأنواع آفات ثانوية لمحاصيل تجارية قليلة. من الصعب عمومًا تمييز الإبيباشينا باستثناء حالة الذكر البالغ الذي لديه بعض الصفات المميزة مثل الجزء الثالث المقلوب والمدبب من الطرف الشفوي وعادة ما يكون نتوءًا قشريًا بارزًا من قاعدة قرن الاستشعار. تفتقر اليرقات إلى تدعيم شعري نمطي.
- عائلة فيستينا (Phycitinae) (بما في ذلك آنيراستينا (Anerastiinae) وبيورينا (Peoriinae))، هي غالبًا أصعب مجموعة من البيرالويدا من حيث التعريف والتصنيف. وهي تتألف مما يزيد عن 600 جنس وحوالي 4000 نوع توجد في جميع أنحاء العالم. إن السمة المميزة للديدان هي منطقة التدعيم التي تطوّق المنطقة الوسطى من الصدر، في حين تمتلك الإناث البالغة - مثل ذكور البيراليدا عمومًا - لجامًا يتكون من شعرة خشنة مفردة تتكون بدورها من أجزاء شائكة متعددة.

### الجنسإنسيرتا سيديس(incertae sedis)
وبالإضافة إلى هؤلاء المعينين في العشيرة أعلاه، فإن هناك أجناسًا متعددة البيراليدا (متجزأة) والتي لا توضع تمامًا في هذا الترتيب. والبعض قد تكون سلالات قاعدية تمامًا تقف بعيدًا عن الإشعاعات الرئيسية للفراشات ذات الأنف. ولكن نظرًا للحصر المتغير للبراليدا فيحتمل أن يوضع بعضها خارج هذه المجموعة في معناها الحديث، إما في الكرامبيدا أو غيرها من سلالات أوبتيكوميرا (Obtectomera) القاعدية. قد ينتمي بعضها حتى إلى سلالات الفراشات القديمة مثل ألوسيتويدا (Alucitoidea) أو بتيروفورويدا (Pterophoroidea). وأخيرًا، فمن المحتمل أن تكون بعض هذه الأجناس (عادة المدروسة بقلّة) هي مرادفات جديدة لأجناس تم وصفها سابقـًا. الأجناس محل البحث هي:
| - أبوكابيمويديس (Apocabimoides) نيونزيج وغودسون، 1992 - أردجونا (Ardjuna) رويسلير وكوبرز، 1979 - كابيمويديس (Cabimoides) نيونزيج وغودسون، 1992 - كربتوفيسيتا (Cryptophycita) رويسلير وكوبرز، 1979 - كربتوزوفيرا (Cryptozophera) رويسلير وكوبرز، 1979 - ديلسينا (Delcina) كلارك، 1986 (هل هي فايسيتينا؟) - إيوباسادينا (Eupassadena) نيونزيج وغودسون، 1992 - جوميزمينوريا (Gomezmenoria) أجينجو، 1966 - جوننجوديس (Gunungodes) رويسلير وكوبرز، 1981 | - إندوكابينا (Indocabnia)رويسلير وكوبرز، 1981 - إنفرينا (Inverina) نيونزيج وغودسون، 1992 - كاسيبا رويسلير وكوبرز، 1981 - كاورافا رويسلير وكوبرز، 1981 - كومباكارنا رويسلير وكوبرز، 1981 - ميرانجيريا (Merangiria) رويسلير وكوبرز، 1979 - أويجينسيا (Ohigginsia) نيونزيج وغودسون، 1992 - سيودوباسادينا (Pseudopassadena) نيونزيج وغودسون، 1992 - سوروزوفيرا (Psorozophera) رويسلير وكوبرز، 1979 |

لقد تم وضع الأجناس التالية في البيراليدا عندما كانت هذه الأجناس لم تزل محصورة بالمعنى الواسع وتُعامَل في بعض الأحيان على هذا النحو، ولكنها تبدو في الوقاع منتمية إلى فصيلة كرامبيدا (انظر أيضا ميكرونيكس (Micronix) وتاناوبيلا (Tanaobela)):
- ألفاكرامبوس (Alphacrambus)
- بينيكولميوس (Peniculimius)
- ستينرومين (Steneromene)
- ثوبيوتس (Thopeutis)
- يوشياسوا (Yoshiyasua) (ميلانوكروا سابقًا يوهياسو، 1985 المصنفة في موضع آخر رويدر 1886: مشغول)

## وصلات خارجية
- Family Pyralidae at Lepidoptera.pro